# Igreja da Sé (Macau)

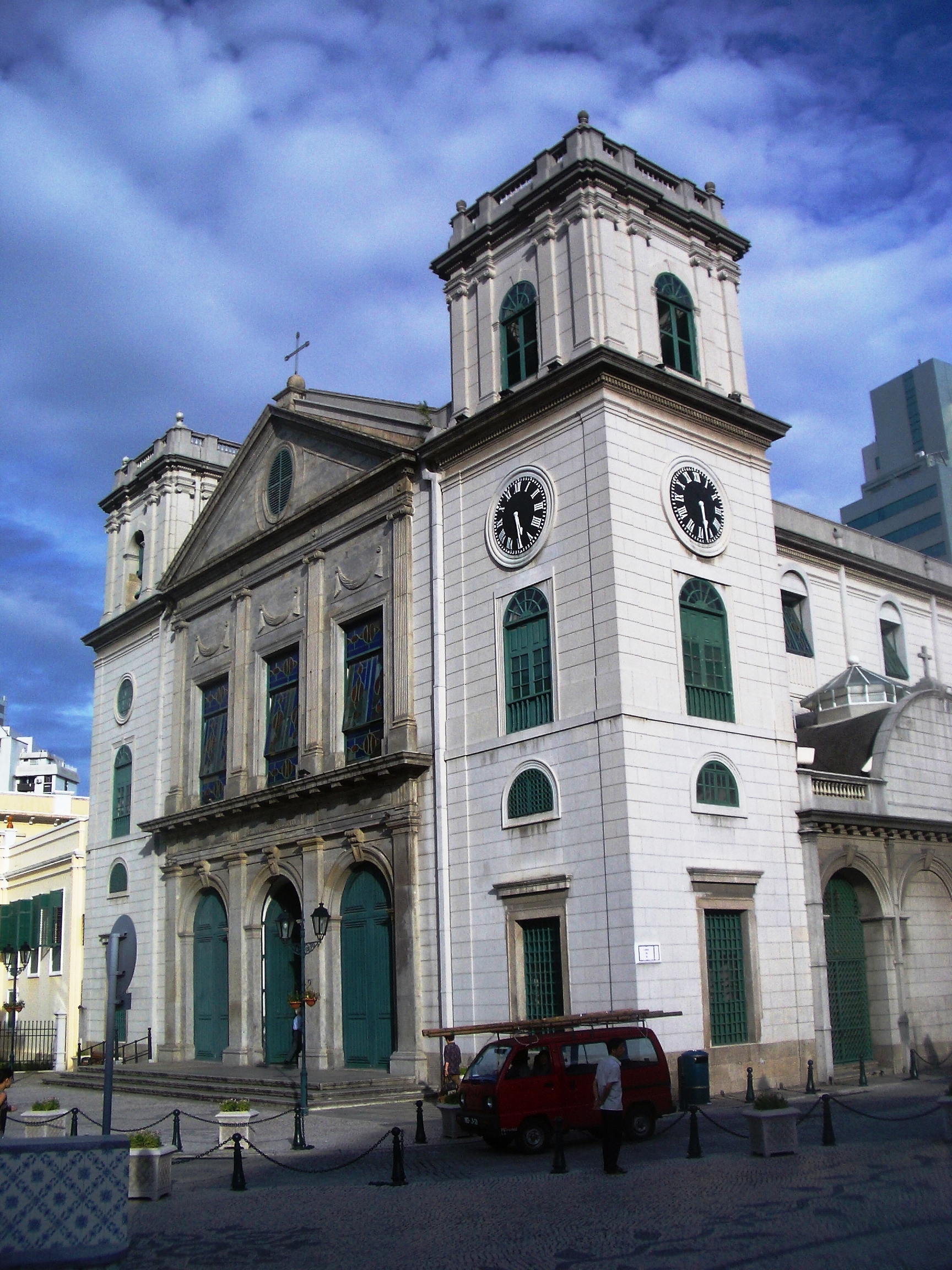
Sé de Macau

A Igreja da Sé é a actual Catedral da Diocese de Macau. Nos primórdios do século XVII, esta igreja católica era uma pequena ermida de madeira e só em 1623 foi elevada a Catedral. Antes de 1623, a Catedral da Diocese estava sediada na Igreja de S. Lázaro. Passados duzentos anos, a igreja estava em aspecto miserável e arruinado, por isso iniciaram-se as obras de restauro, para as quais muito contribuíram os crentes de Macau. A primeira catedral construído em pedra, consagrada em 1850 pelo então Bispo de Macau, D. Jerónimo José da Mata, foi quase destruída num tufão 24 anos depois, tendo sofrido depois grandes reparações.
Os católicos de Macau, vulgarmente, chamam a esta igreja simplesmente de "Catedral".
A Igreja da Sé é chamada também de "Igreja da Natividade de Nossa Senhora", podendo ver-se gravada na entrada principal a inscrição, em latim, de: S.S.M.V. Mariae Nascenti que quer dizer, em português, "a Natividade da Virgem Maria".
É uma igreja espaçosa e magnificamente decorada com vários altares laterais e púlpitos de mármore. Tem duas torres sólidas e portas maciças. No interior, a sua principal beleza reside nos seus magníficos vitrais com imagens do nascimento da Virgem Maria e com imagens dos Doze Apóstolos. Nos vários altares laterais, podem-se ver as imagens do Sagrado Coração de Jesus, de Cristo Rei, da Divina Misericórdia, de Nossa Senhora de Fátima, de Nossa Senhora da Imaculada Conceição, de Nossa Senhora do Perpétuo Socorro, de Nossa Senhora das Dores, de S. João Baptista (padroeiro da Cidade de Macau), de S. José, de Santo António de Lisboa, de São Judas Tadeu, de São Josemaria Escrivá, de São Francisco Xavier, de São Nuno de Santa Maria e de Santa Teresa do Menino Jesus.
Debaixo do altar principal existem alguns túmulos, entre os quais o do décimo segundo bispo de Macau, D. Nicolau Rodrigues Pereira de Borja (1841-1845). Este bispo contribuiu e empenhou-se muito na reconstrução desta igreja, que foi destruída em 1835 por um tufão. O projecto de reconstrução foi confiada ao arquitecto José Tomás d'Aquino e executado durante o bispado de Jerónimo José da Mata (1845-1862). Já no século XX, a catedral foi totalmente reconstruída em concreto, em 1937, tendo custado aproximadamente 100900 patacas.
A Igreja da Sé é incluído na Lista dos monumentos históricos do "Centro Histórico de Macau", por sua vez incluído na Lista do Património Mundial da Humanidade da UNESCO. Ela é também a igreja matriz da Paróquia da Sé, uma das 6 paróquias da Diocese de Macau.
Antes da transferência de Macau para a China (1999), para além de servir as suas tarefas diocesanas, a Sé era utilizada para “entronar” os novos governadores vindos de Portugal, que aí se dirigiam para colocar o seu ceptro, símbolo da autoridade, junto da estátua de Nossa Senhora da Imaculada Conceição, que está numa das capelas laterais.